# Full Circle (Waylon Jennings)
Full Circle è il cinquantaquattresimo album di Waylon Jennings, pubblicato dalla MCA Records nel settembre del 1988.

## Tracce
Lato A
1. Trouble Man – 3:15 (Tony Joe White, Waylon Jennings)
2. Grapes on the Vine – 2:57 (Steve Gillette, Charles Quatro)
3. Which Way Do I Go (Now That I'm Gone) – 3:09 (Johnny McRae, Steve Clark)
4. Yoyos, Bozos, Bimbos and Heroes – 3:07 (Roger Murrah, Waylon Jennings)
5. It Goes with the Territory – 3:43 (Phil Barnhart, Ted Hewitt, Barry Walsh)

Lato B
1. How Much Is It Worth to Live in L.A. – 2:53 (Roger Murrah, Waylon Jennings)
2. Hey Willie – 2:00 (Roger Murrah, Waylon Jennings)
3. You Put the Soul in the Song – 3:32 (Don Goodman, Tim Gaetano, John Detterline)
4. G.I. Joe – 2:55 (Troy Seals, Waylon Jennings)
5. Woman I Hate It – 4:34 (Rodney Crowell, Waylon Jennings)

## Musicisti
- Waylon Jennings - voce, chitarra
- Reggie Young - chitarra
- Dan Huff - chitarra
- Billy Joe Walker - chitarra
- Tony Joe White - chitarra, armonica
- Jerry Douglas - dobro
- John B. Jarvis - pianoforte
- Mark O'Connor - fiddle
- Steve Schaffer - sintetizzatore synclavier
- Leland Sklar - basso
- David Hungate - basso
- Rick Marotta - batteria
- Curtis Young - armonie vocali